# Pax Europeana

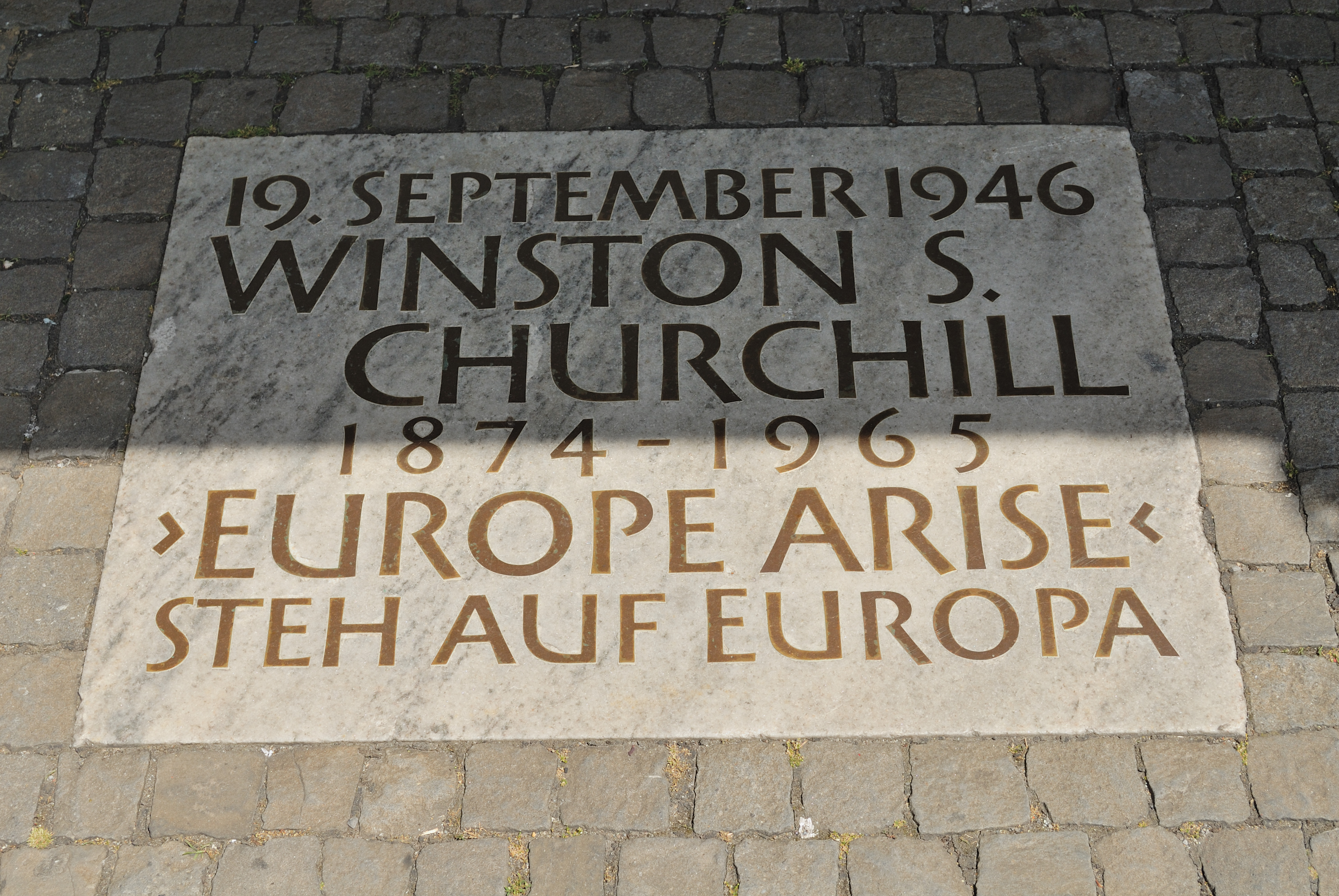
Placa comemorativa de Winston Churchill inaugurada na Universidade de Zurique em 2009. A frase final diz: “Por isso vos digo: deixem a Europa surgir!.

A expressão Pax Europeia, em Relações Internacionais, serve para descrever o longo período de relativa paz sentido pela Europa do Norte e Europa Ocidental (incluindo Grécia e Turquia) no período pós-Segunda Guerra Mundial.
Após terminada a Guerra Fria, este conceito de pax foi estendido à quase totalidade dos países da Europa Central e Europa de Leste, com a exceção da Hungria (1956), Checoslováquia (1968) e os territórios da ex-Jugoslávia (década de 1990).
Os países da Europa do Norte e Europa Ocidental experimentaram uma maior cooperação e integração económica e uma melhoria das relações trans-atlânticas após a Segunda Guerra Mundial, o que é apontado como causa para este período de paz. A União Europeia e a NATO são alguns exemplos do fruto destas relações.
Terminada a Guerra Fria, muitos países do Leste Europeu juntaram-se a este processo de integração.